# ميغيل لوبيز (لاعب كرة قدم كوبي)
ميغيل لوبيز هو لاعب كرة قدم كوبي، ولد في 24 سبتمبر 1949.

## وصلات خارجية
- ميغيل لوبيز على موقع ناشيونال فوتبول تيمز (الإنجليزية)
- ميغيل لوبيز على موقع أوليمبيديا (الإنجليزية)